# Saltonacris phantastica
Saltonacris phantastica är en insektsart som beskrevs av Marius Descamps 1980. Saltonacris phantastica ingår i släktet Saltonacris och familjen gräshoppor. Inga underarter finns listade i Catalogue of Life.